# Stan Watts
Stanley H. Watts, detto Stan (Murray, 30 agosto 1911 – Provo, 6 aprile 2000), è stato un allenatore di pallacanestro statunitense, membro del Naismith Memorial Basketball Hall of Fame dal 1986.

## Palmarès
- 2 volte campione NIT (1951, 1966)